# Raveniola hebeinica
Raveniola hebeinica is een spinnensoort in de taxonomische indeling van de bruine klapdeurspinnen (Nemesiidae).
Raveniola hebeinica werd in 1999 beschreven door Zhu, Zhang & Zhang.